# Caserne Jeanne-d’Arc

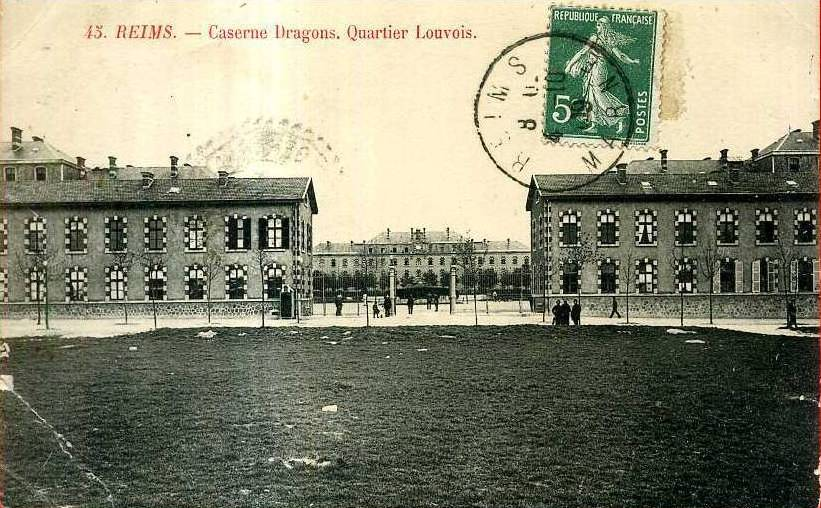
Das Quartier Louvois der Kaserne um 1909

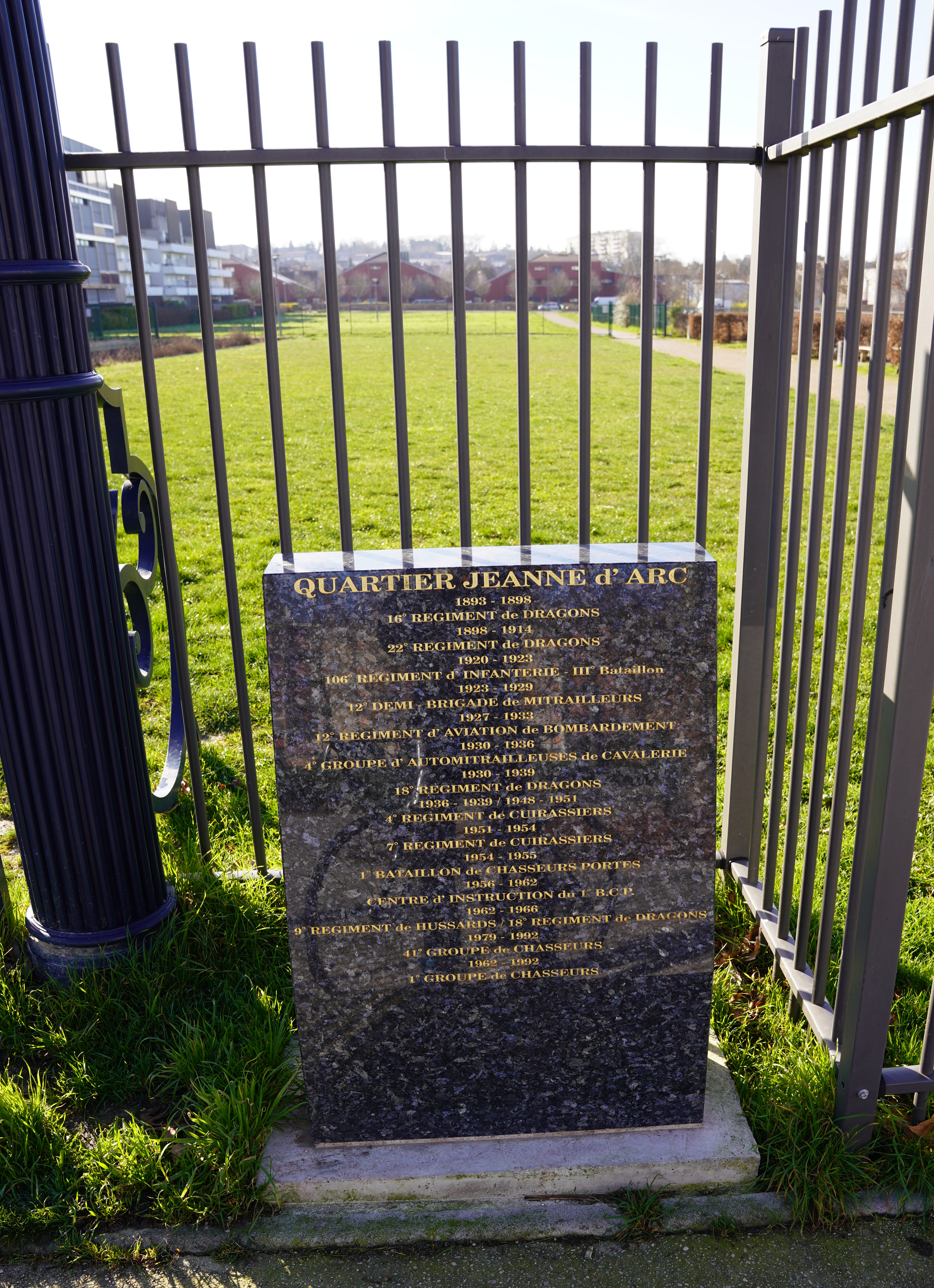
2022

Die Caserne Jeanne-d’Arc ist eine Doppelkaserne in Reims. Erbaut im Jahre 1893 bestand sie aus zwei Liegenschaften, der Kavalleriekaserne „Quartier Jeanne-d’Arc“ und „Quartier Louvois“
Am 18. April 1893 wurde hier im „Quartier Louvois“ das 14e régiment de dragons einquartiert, das am 22. September 1898, durch das 22e régiment de dragons abgelöst wurde.
Am 8. Mai 1893 zog das 16e régiment de dragons in die Kaserne ein, wo es zusammen mit dem „22e Régiment de dragons“ bis zum August 1914 verblieb.
Im September und Oktober 1895 war die Kavalleriebrigade in der Kaserne von einer Typhusepidemie betroffen, deren Ursache der Doktor Henri Henrot herauszufinden versuchte.
Im Jahre 1930 wurde das 18e régiment de dragons in die Kaserne verlegt und im Januar 1933 folgte die „4e Groupe d’auto-mitrailleuses“. Letztere wurde im Juli 1936 in das  „4e Régiment de cuirassiers“ eingegliedert.
Zusammen mit dem „18e régiment de dragons“ bildete es die  „1re sivision légère mécanique“ (1. Leichte Mechanisierte Division) welche Reims am 12. September 1939 verließ, um in den Zweiten Weltkrieg zu ziehen.
Zwischen 1962 und 1964 war hier das 9e régiment de hussard stationiert. Im Jahre 1964 kehrte das „18e régiment de dragons“ nach Reims zurück und wurde zusammen mit dem „1er bataillon de chasseurs à pied“ in der Caserne Jeanne d’Arc untergebracht. Zwei Eskadrons der Dragoner lagen allerdings nicht hier, sondern in Mourmelon-le-Petit im „Quartier Zurich“.
Das „1er bataillon de chasseurs à pied“ lag seit 1956 in der Kaserne in Garnison. Hierbei handelte es sich um eine mechanisiertes Bataillon (Bataillon de chasseurs portés), ausgerüstet mit Schützenpanzern AMX-10P, Jagdpanzern vom Typ AMX-13 und gepanzerten Transportfahrzeugen VAB. Der Verband gehörte zur „10e division blindée“ (10. Panzerdivision) im „1er corps d’armée“ (1. Armeekorps) der französischen Streitkräfte.
Nach der Auflösung der „1er groupe de chasseurs“ im Jahre 1990 wurde die Kaserne als Truppenunterkunft aufgegeben. Seit 1992 stand sie leer, obwohl ein Teil davon noch als militärische Liegenschaft ausgewiesen war. Es begannen dann  Arbeiten zur Modernisierung um die Gendarmerie nationale des Départements aufzunehmen. Seit 2006 wird sie dementsprechend genutzt. Ein Teil der Kasernenanlage in der Größe von zwei Hektar wurde in eine Schulsportanlage für das „Lycée d’enseignement professionnel Yser“ und das  „Collège Robert Schuman“ umgewandelt.